# Коларосси, Филиппо
Филиппо Коларосси (итал. Filippo Colarossi; 21 апреля 1841, Пичиниско, Лацио — 25 августа 1906, Париж) — итальянский живописец и скульптор. Известен тем, что около 1879 года основал в Париже «Академию Коларосси».

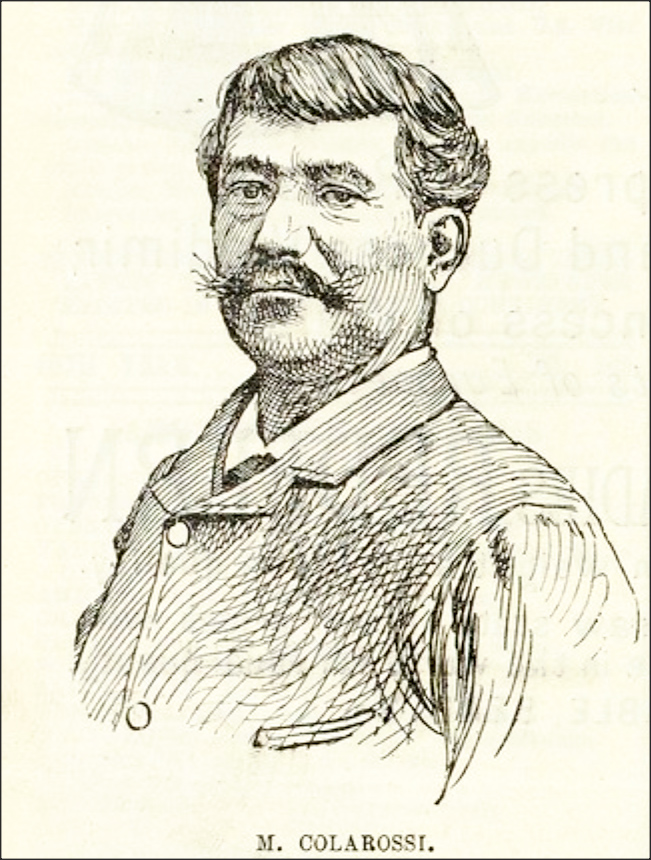
Портрет Ф. Коларосси. 1895

## Биография
Филиппо родился 21 апреля 1841 года в бедной многодетной семье Фьори Коларосси и Анны, урождённой Ферри, в итальянском местечке Пичиниско провинции Фрозиноне региона Лацио. В конце 1860 или в 1861 году Филиппо вместе со старшим братом Анджело, спасаясь от нищеты, прибыл в Париж. Оба брата нашли работу в качестве натурщиков в мастерских разных художников и в Школе изящных искусств.
21 июля 1866 года Филиппо Коларосси женился на натурщице-итальянке Ашенце Марджотте (1847—1896), уроженке Пичиниско. В апреле того же года родился их первый ребенок, Эрнест Флор (1866—1960). Позднее у них родились две девочки, Мария (1868—1913) и Малия (1871—1897), которые обе вышли замуж за художников. Мария стала женой художника Огюста Александра Иолле (1866—?),
Малия была женой художника Армана Равеле (1864—?).
Филиппо Коларосси выставлял свои скульптуры в Парижском салоне в 1882—1889 годах и в «Обществе друзей искусств департамента Сены и Уазы». Он мечтал о том, чтобы основать художественную школу для всех желающих обучаться искусству в Париже. По сведениям Анри Дюваля Коларосси с помощью «экономии и правильного образа жизни» накопил необходимые средства для основания школы. Он также мог получить финансовую помощь от состоятельного живописца Ж. Л. Мейссонье.
Коларосси приобрёл известную в то время «Академию Сюиса» (Académie Suisse). Эта академия-мастерская была основана в 1817 году натурщиком и живописцем-миниатюристом Мартином Франсуа Сюисом (1781—1859) на набережной Орфевр, 4, на острове Сите. Коларосси сначала переименовал своё приобретение в «Академию розы» (Académie de la Rose), а затем в «Académie Colarossi». В 1880 году он перенёс помещения на улицу Гранд Шомьер, 10 на Монпарнасе (6-й округ).
Коларосси хотел, чтобы его академия стала прогрессивной школой, где можно было бы получить образование, недоступное в более консервативной Школе изящных искусств. Женщины и мужчины могли работать в общих классах, и женщинам также разрешалось рисовать и писать с обнажённых моделей, мужских и женских. Коларосси с самого начала был твёрдым сторонником совместного обучения мужчин и женщин «чтобы они могли смотреть, сравнивать и обсуждать работы друг друга». Это было ново для того времени.
Вступительных экзаменов не было, но были сборы, которые нужно было оплатить. Коларосси для преподавания в своей академии нанял известных художников. Например, в 1880-х и 1890-х годах среди преподавателей числились живописцы Жюль Бастьен-Лепаж (1848—1884), Гюстав-Клод-Этьен Куртуа (1852—1923), Рафаэль Коллен (1850—1916), Луи-Огюст Жирардо (1856—1933), Рене Шютценбергер (1860—1916), Жан-Андре Риксенс (1846—1925) и Эдуард Деба-Понсан (1847—1913). Среди скульпторов были Александр Фальгьер (1831—1900), Жан Антуан Инжалбер (1845—1933) и Альфред Буше (1850—1934). Эти художники получили академическое образование, но не навязывали никакой ортодоксальности. Они приходили дважды в неделю, чтобы высказать свои замечания по поводу работы каждого ученика. Всех учеников обучали несколько преподавателей, и ученикам предоставлялась возможность развивать свою индивидуальность.
Среди известных студентов академии были Гюстав Курбе (1819—1877), Поль Гоген (1848—1903), Клод-Эмиль Шуффенекер (1851—1934), Элен Шерфбек (1862—1946), Камилла Клодель (1864—1943), Альфонс Муха (1860—1939), Паула Модерзон-Беккер (1876—1907), Лионель Фейнингер (1871—1956) и многие другие.
В действительности, хотя академия Коларосси и добилась большого успеха, но не всё было гладко. В 1890 году академия сократилась вдвое из-за влиятельного конкурента, Академия Жюлиана Академии Жюлиана, чьи хорошо оплачиваемые и авторитетные профессора доминировали в Парижский салон Парижском салоне и привлекали многих учеников. 18 апреля 1910 года финансово неблагополучная Академия Коларосси была выставлена на продажу за сумму в 10 000 франков. По-видимому, сын Коларосси Эрнест нашёл необходимый капитал, поскольку он был записан преемником отца в «Le Courrier», ежедневном журнале судебных и юридических уведомлений.
Академия избежала закрытия, поскольку занятия проводились в ноябре 1911 года и позднее, в 1912 году. На собрании академии в 1913 году было образовано «Международное общество бывших учеников академий Сюиса, Кребассоль и Коларосси» (Société Internationale des Anciens Élèves des Académies Suisse-Crébassol-Colarossi), но оно потерпело неудачу, отчасти из-за начавшейся Первой мировой войны.
В начале 1900-х годов Филиппо Коларосси вышел на пенсию и отошёл от дел; преемником на посту директора стал его сын Эрнест. Коларосси увлекался велосипедным спортом и принимал участие в крупных соревнованиях. С годами Коларосси стал кем-то вроде бонвивана с внешностью аристократа. Дата и место смерти Коларосси все еще являются предметом расследования, считается, что он умер 25 августа 1906 года в Париже.